# Casa de les Arrèfores
La Casa de les Arrèfores és un edifici identificat l'any 1920 per l'arquitecte alemany Wilhelm Dörpfeld situat a la part nord de l'Acròpoli d'Atenes, al costat de la muralla de Pèricles. Era el lloc on les Arrèfores, quatre joves nobles gregues, rebien preparació per a teixir els peples utilitzats a les processons del festival de les Panatenees.
L'edifici tenia una planta quadrada de 12 metres de costat i consistia en una sala única amb un pòrtic i un pati, amb una sortida posterior mitjançant una escala que connectava amb el temple d'Afrodita, a la part baixa de la roca de l'acròpoli, després d'uns passos subterranis. Va ser construït l'any 470 aC.